# 諸国産物帳
『諸国産物帳』（しょこくさんぶつちょう）は、江戸時代中期の「享保の改革」期に、本草学者の丹羽正伯が編纂した博物書・物産書である。
この文献は1735年から1738年頃に作成されたもので、各領が、幕府が領内津々浦々に至るすべての産物を調べて報告するために医官の丹羽正伯に命じて、組織的に村々に報告を求め、その報告を元に編集する形で作成されたもので、全国の動植物、鉱物等産物を網羅的に調査した内容が書かれている。この調査の企画した丹羽正伯は博物学者でもあり、各藩に対し、産物帳の記載要領・様式を示しているばかりでなく、各藩から提出された産物帳の記載について不明の点は、ふたたび問い合わせを行い、一定のチェックを行なっている。
このように、「享保・元文諸国産物帳」は、江戸時代以前の全国的な動物分布を復元する情報源として信頼性の高い中心的な資料といえる。なお、幕府によって編纂・集成された文献は現存せず、藩などに残された「控」が保存されているものについて資料が復元されている。